# NGC 7665
NGC 7665 (również PGC 71474) – magellaniczna galaktyka spiralna (Sm), znajdująca się w gwiazdozbiorze Wodnika. Odkrył ją William Herschel 28 września 1785 roku. Jest zaliczana do radiogalaktyk.